# Rypin (gemeente)
De gemeente Rypin is een landgemeente in het Poolse woiwodschap Koejavië-Pommeren, in powiat Rypiński.
De zetel van de gemeente is in Rypin.
Op 30 juni 2004 telde de gemeente 7473 inwoners.

## Oppervlakte gegevens
In 2002 bedroeg de totale oppervlakte van gemeente Rypin 131,94 km², waarvan:
- agrarisch gebied: 84%
- bossen: 7%

De gemeente beslaat 22,47% van de totale oppervlakte van de powiat.

## Demografie
Stand op 30 juni 2004:
| Omschrijving                   | Totaal | Totaal | Vrouwen | Vrouwen | Mannen | Mannen |
| ------------------------------ | ------ | ------ | ------- | ------- | ------ | ------ |
| eenheid                        | aantal | %      | aantal  | %       | aantal | %      |
| inwoners                       | 7473   | 100    | 3680    | 49,2    | 3793   | 50,8   |
| bevolkingsdichtheid (inw./km²) | 56,6   | 56,6   | 27,9    | 27,9    | 28,7   | 28,7   |

In 2002 bedroeg het gemiddelde inkomen per inwoner 1217,99 zł.

## Sołectwa
Balin, Borzymin, Cetki, Czyżewo, Dębiany, Dylewo, Głowińsk, Godziszewy, Jasin, Kowalki, Kwiatkowo, Linne, Marianki, Podole, Puszcza Rządowa, Rusinowo, Rypałki Prywatne, Sadłowo, Nowe Sadłowo, Sikory, Starorypin Prywatny, Starorypin Rządowy, Stawiska, Stępowo, Zakrocz.

## Overige plaatsen
Iwany, Ławy, Puszcza Miejska, Rakowo, Sadłowo-Rumunki, Starorypin.

## Aangrenzende gemeenten
Brzuze, Osiek, Rogowo, Rypin, Skrwilno, Świedziebnia, Wąpielsk

## Galerij

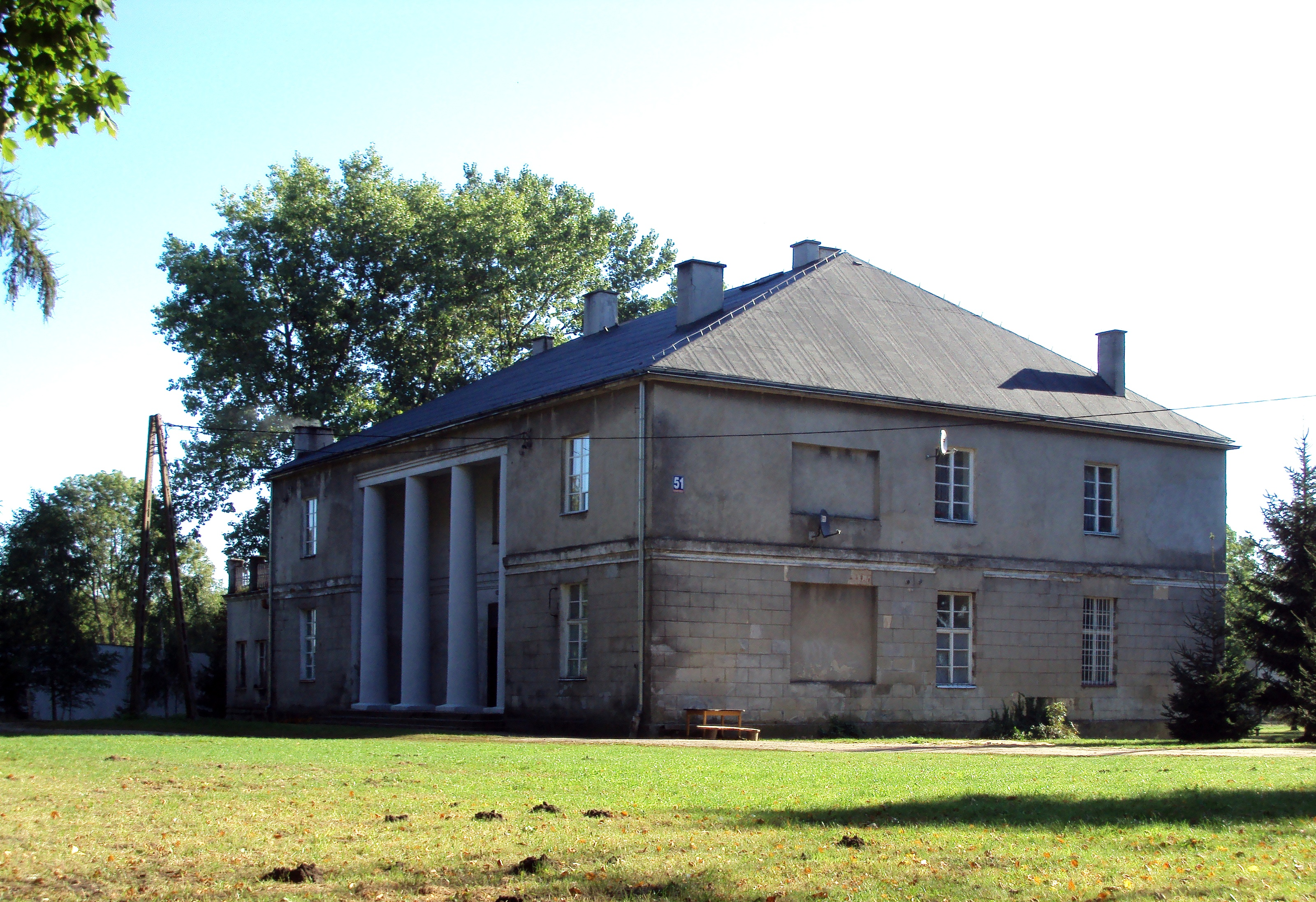
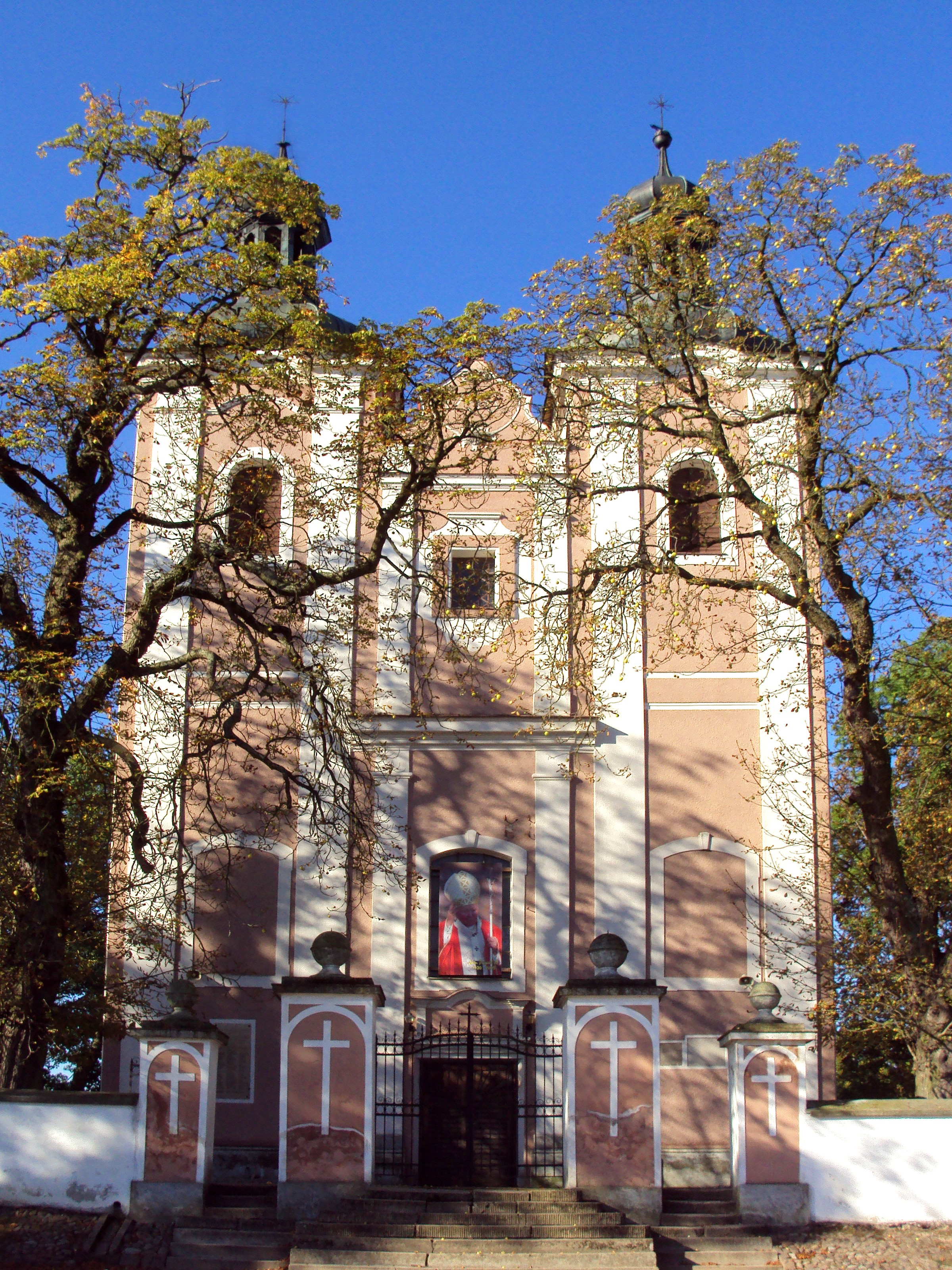
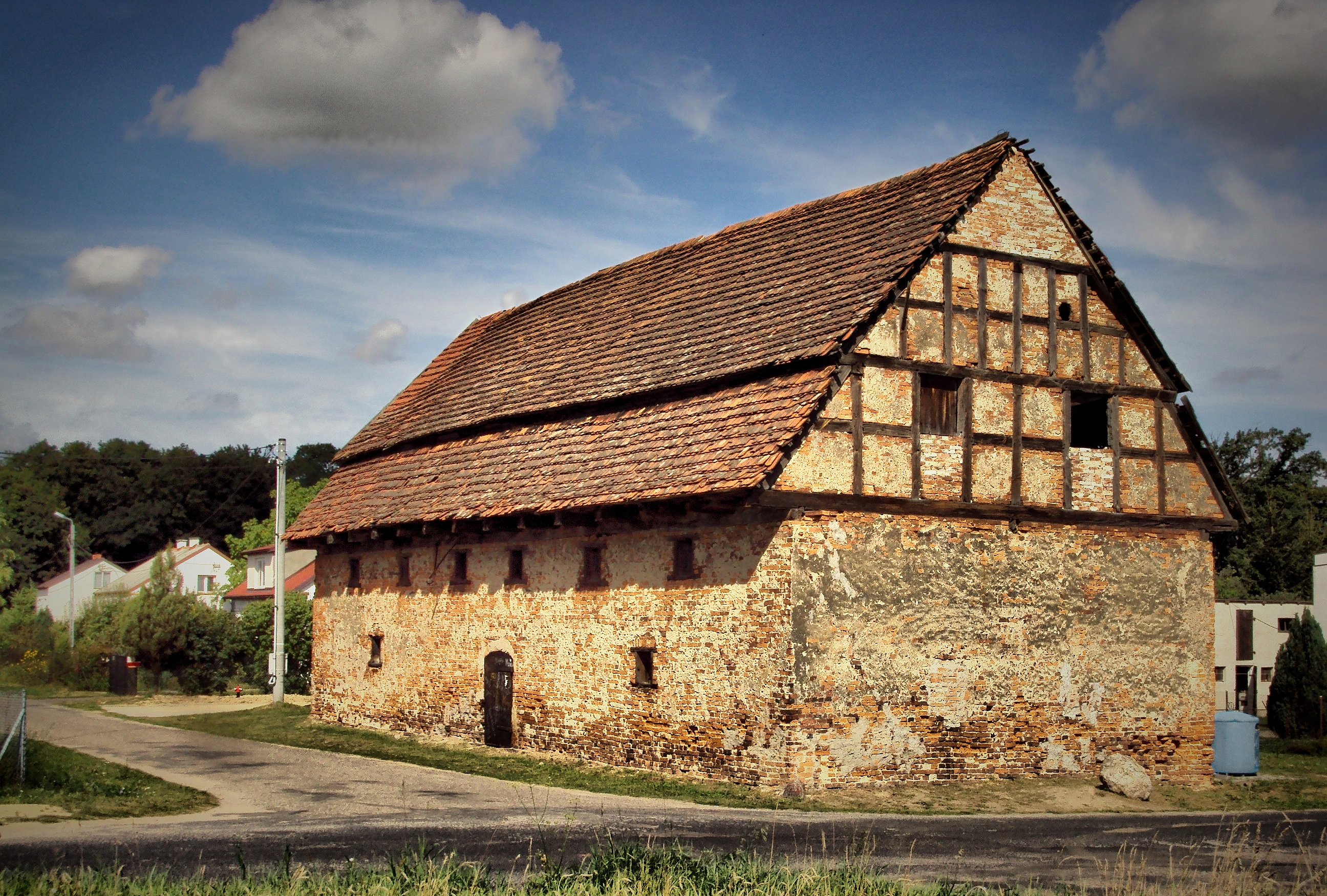

- Virtual International Authority File: 306427425